# Logisim
Logisim — инструмент, позволяющий разрабатывать и моделировать цифровые электрические схемы, используя графический интерфейс пользователя. Logisim — свободное программное обеспечение, выпущенное под GNU GPL; может запускаться на Microsoft Windows, Mac OS X, и Linux. Код полностью написан на Java с использованием библиотеки Swing для графического интерфейса пользователя. Основной разработчик, Carl Burch, работает над Logisim с его появления в 2001 году.
Программа чаще всего используется учащимися в курсе изучения информатики для разработки и экспериментов с цифровыми схемами при моделировании. Схемы разрабатываются в Logisim с помощью графического интерфейса, близкого к традиционному для программ для рисования, такой интерфейс встречается во многих других программах для моделирования схем. В отличие от большинства других программ такого назначения, сопоставимых с Logisim по сложности, Logisim позволяет пользователям редактировать схемы в процессе моделирования. Относительная простота интерфейса делает программу удобной для обзорных курсов. Возможности разработки более сложных схем, такие как «подсхемы» и «пучки проводов», имеющиеся в Logisim, доступны в некоторых других графических инструментах с открытым исходным кодом.
Хотя пользователи могут разрабатывать даже полные реализации процессоров, используя Logisim, программа разработана в основном для образовательного использования. Профессионалы обычно разрабатывают такие масштабные схемы, используя языки описания аппаратуры, такие как Verilog или VHDL. Logisim не позволяет работать с аналоговыми компонентами.
Logisim распространяется с поддержкой русского интерфейса и полной документацией на русском языке.